# Picotet de Cusco
El picotet de Cusco (Picumnus subtilis) és una espècie d'ocell de la família dels pícids (Picidae) que habita els boscos, fins als 1100 m a la llarga de la base oriental dels Andes del Perú.